# Parti social-démocrate du Monténégro
Ne doit pas être confondu avec Parti démocratique des socialistes du Monténégro.
Pour les articles homonymes, voir Parti social-démocrate.
Le Parti social-démocrate du Monténégro (en monténégrin : Socijaldemokratska Partija Crne Gore/Социјалдемократска странка Црне Горе) est un parti politique monténégrin fondé en 1993 et membre de l'Internationale socialiste.